# Pensioenregeling
| Type          | Onderverdeling                                                                              | Niveau      |
| ------------- | ------------------------------------------------------------------------------------------- | ----------- |
| Eerste pijler | Wettelijk pensioen (RSZ) Ambtenarenpensioen Gezinspensioen Overlevingspensioen Rustpensioen | Overheid    |
| Tweede pijler | Groepsverzekering Pensioenfonds                                                             | Collectief  |
| Tweede pijler | IPT (bedrijfsleiders) POZ (zelfstandigen) VAPZ (zelfstandigen) VAPW (werknemers)            | Individueel |
| Derde pijler  | Pensioensparen Langetermijnsparen                                                           | Individueel |
| Vierde pijler | Individueel sparen Beleggingen Levensverzekering Onroerend goed                             | Individueel |

De pensioenregeling is het reglement van een pensioenfonds waarin de werking van het fonds en de pensioenrechten van de begunstigden worden geregeld. Geschillen over de interpretatie van de pensioenregeling worden in eerste instantie vaak voorgelegd ter arbitrage.

## Nederland
Een pensioenregeling wordt vastgesteld door de sociale partners (vakbonden en werkgeversorganisaties). In Nederland kan de regeling op verzoek van de sociale partners door de overheid verplicht gesteld worden (solidariteit). De pensioenregeling wordt gewijzigd door de resultaten van de jaarlijkse cao-onderhandelingen. Hierdoor kan het voorkomen dat individuele vertegenwoordigers van de sociale partners zowel bestuurder van een pensioenfonds als cao-onderhandelaar zijn. Terwijl sommigen dit een voordeel vinden, wordt het ook wel gezien als een vorm van ongewenste belangenverstrengeling.
Met de invoering van de Pensioenwet op 1 januari 2007 onderscheiden pensioenuitvoerders drie soorten pensioenregelingen:
- De uitkeringsovereenkomst;
- Kapitaalovereenkomst;
- Premieovereenkomst.

Bij de uitkeringsovereenkomst weet de verzekerde precies hoe hoog zijn uitkering op termijn is. Bij de kapitaalovereenkomst staat aan het einde van de looptijd de som geld vast. Bij de premieovereenkomst is alleen de te betalen premie zeker.
De premies betaald via het loon en de premies aan beroepspensioenfondsen zijn in Nederland fiscaal aftrekbaar in box 1. Het opgebouwde vermogen wordt niet belast in box 3. Bij uitbetaling vindt heffing plaats in box 1. Jaarlijks wordt circa 30 miljard afgetrokken in box 1, ongeveer evenveel als de hypotheekrenteaftrek.

## België
Pensioenfondsen in de tweede pijler bestaan sinds de jaren 1980. In 2005 is voor het eerst in het centraal overleg voorgesteld om een gedeelte van de loonruimte (in de praktijk 1%) voor pensioen te reserveren. Als dit voorstel wordt aanvaard is het aan de paritaire comités om een pensioenregeling tot stand te brengen. Het is niet gebruikelijk dat de sociale partners zelf de regeling uitvoeren: dit wordt gewoonlijk uitbesteed aan een bank of verzekeringsmaatschappij. Dit is ook omdat de wet een rendementsgarantie eist, die de sociale partners niet kunnen of willen geven.